# Villar Dora
Villar Dora is een gemeente in de Italiaanse provincie Turijn (regio Piëmont) en telt 2867 inwoners (31-12-2004). De oppervlakte bedraagt 5,6 km², de bevolkingsdichtheid is 512 inwoners per km².
De volgende frazioni maken deel uit van de gemeente: Andruini, Baratta, Bert, Borgionera, Bosio, Calliero, Cordonatto, Giorda, Merlo, Montecomposto, Richetto, Torre del colle en Vindrola.

## Demografie
Villar Dora telt ongeveer 1225 huishoudens. Het aantal inwoners steeg in de periode 1991-2001 met 26,4% volgens cijfers uit de tienjaarlijkse volkstellingen van ISTAT.
| Jaar | Inwoneraantal |
| ---- | ------------- |
| 1991 | 2151          |
| 2001 | 2718          |

## Geografie
De gemeente ligt op ongeveer 367 m boven zeeniveau.
Villar Dora grenst aan de volgende gemeenten: Rubiana, Caprie, Almese, Sant'Ambrogio di Torino en Avigliana.

## Externe link

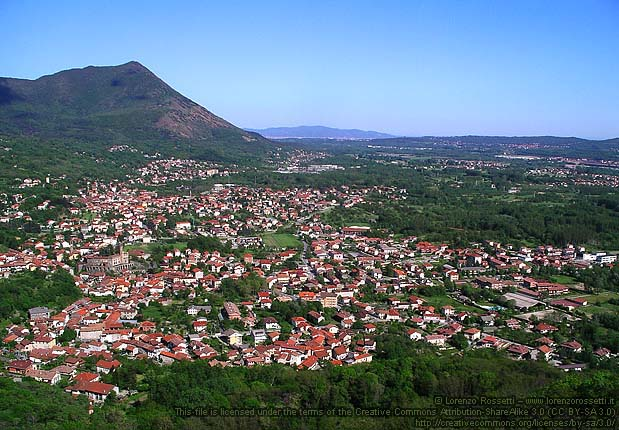
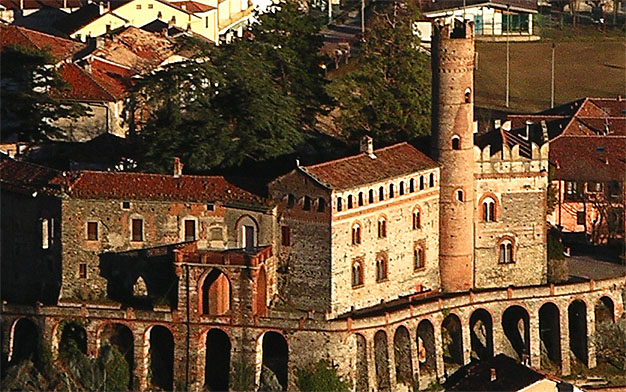
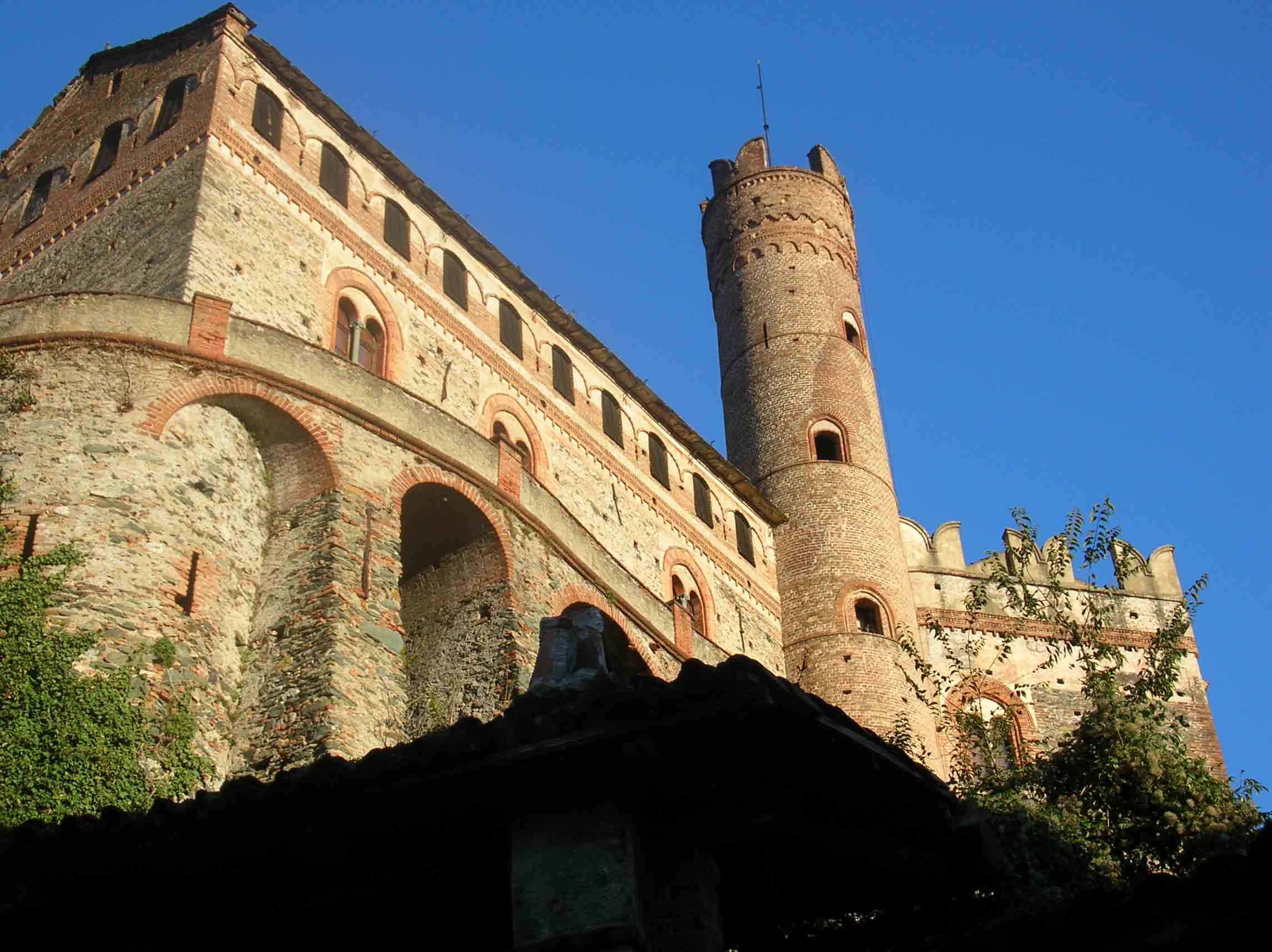